# إلفين ر. هايبيرغ الثالث
إلفين ر. هايبيرغ الثالث (بالإنجليزية: Elvin R. Heiberg III) هو ضابط أمريكي، ولد في 2 مارس 1932 في بيرل هاربر في الولايات المتحدة، وتوفي في 27 سبتمبر 2013 في مقاطعة أرلنغتون في الولايات المتحدة.